# Siegfried Claaßen

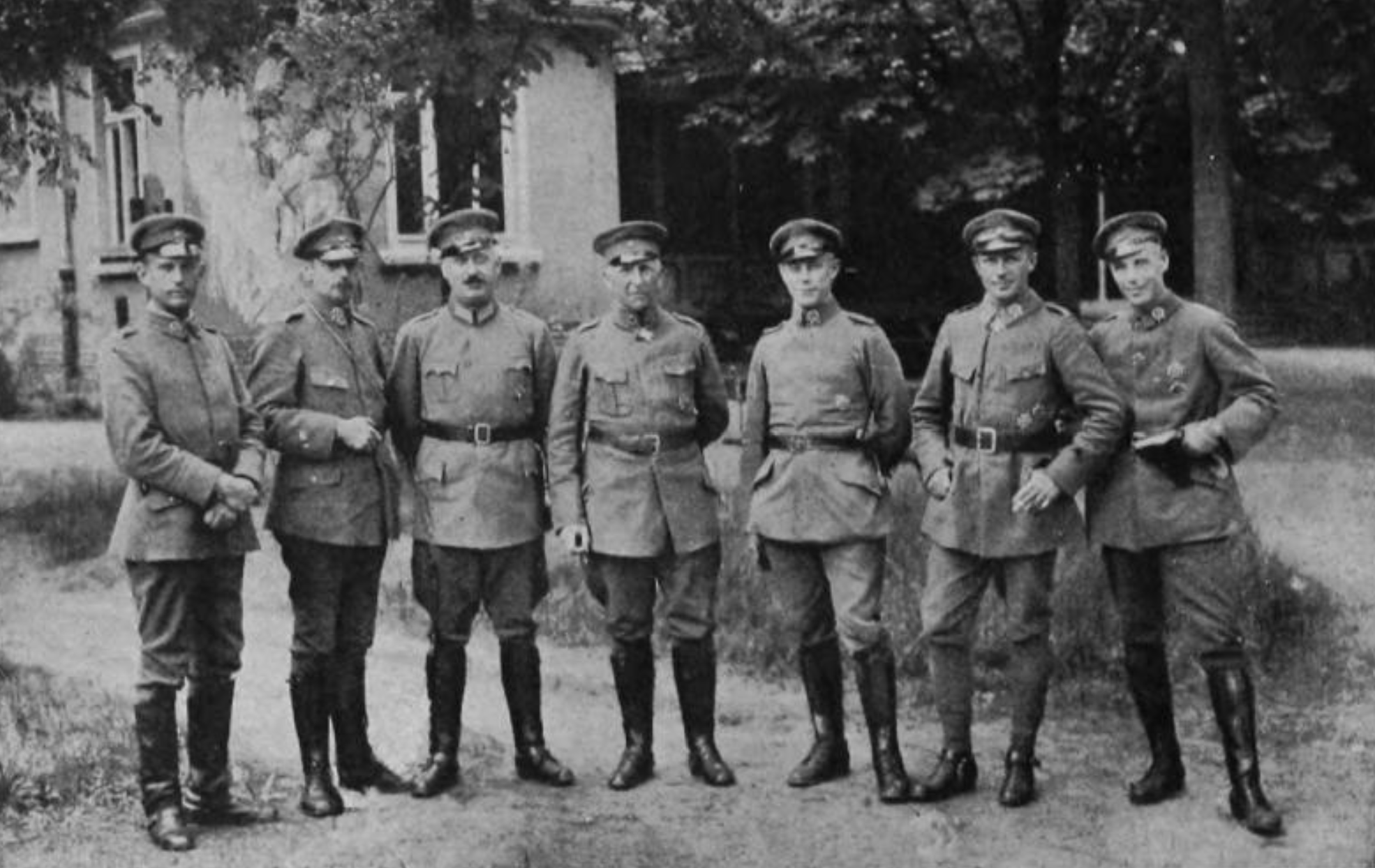
Offiziere der Marine-Brigade von Loewenfeld, darunter Claaßen (ganz links)

Siegfried Claaßen, auch Claassen, (* 5. Dezember 1884; † 1951) war ein deutscher Seeoffizier, zuletzt Konteradmiral der Kriegsmarine.

## Leben
Siegfried Claaßen trat im April 1902 (Crew 4/02) als Seekadett in die Marine ein. Ab Mai 1911 war er als Oberleutnant zur See Kommandant des Torpedobootes Taku, mit welchem er vor China operierte. Im Mai 1913 gab er das Kommando ab. Am 15. November 1913 wurde er zum Kapitänleutnant befördert. Später war er bis Dezember 1916 Erster Torpedooffizier auf dem Linienschiff Hannover, war dann bis Januar 1917 als Navigationsoffizier auf der Preußen, um dann bis April 1917 erneut als Erster Torpedooffizier nun auf die Westfalen zu wechseln.
Ab Mitte 1917 war er zur Ausbildung an die U-Bootsschule kommandiert und war von Mitte November 1917 bis Ende Februar 1918 Kommandant von U 52. Anschließend kam er bis Kriegsende zur Werft in Kiel und war dort Assistent für U-Bootwesen.
Nach dem Krieg war er Mitglied der Marine-Brigade von Loewenfeld und wurde in die Reichsmarine übernommen. Hier wurde er am 1. Januar 1921 Korvettenkapitän. 1926 wurde er als Stabsoffizier beim Stabe an die Marineschule Flensburg-Mürwik versetzt. Am 1. Januar 1928 wurde er erst Fregattenkapitän und am 1. April 1929 Kapitän zur See. 1931 war er Leiter der Werftabteilung im Allgemeinen Marineamt und zugleich Chef des Stabes.
Als Konteradmiral z. V. war Claaßen von Anfang September 1939 bis Mitte Februar 1943 Richter am Prisenhof Hamburg.